# Манољаса-Прут (Ботошани)
Манољаса-Прут (рум. Manoleasa-Prut) насеље је у Румунији у округу Ботошани у општини Манољаса. Oпштина се налази на надморској висини од 92 m.

## Становништво
Према подацима из 2002. године у насељу је живело 112 становника, од којих су сви румунске националности.